# 沙龍 (康乃狄克州)
沙龍（英語：Sharon）是一個位於美國康乃狄克州利奇菲爾德縣的城鎮。

## 地理
沙龍的座標為41°52′00″N 73°27′00″W / 41.86667°N 73.45000°W，而該地的平均海拔高度為346米（即1135英尺）。

## 人口
根據2010年美國人口普查的數據，沙龍的面積為154.40平方千米，當中陸地面積為152.00平方千米，而水域面積為2.40平方千米。當地共有人口2,782人，而人口密度為每平方千米18人。